# Macropoides crassipes
Macropoides crassipes är en skalbaggsart som beskrevs av Horn 1866. Macropoides crassipes ingår i släktet Macropoides och familjen Rutelidae. Utöver nominatformen finns också underarten M. c. occidentalis.